# Campeonato Mundial de Ciclismo en Pista de 2010
El CVII Campeonato Mundial de Ciclismo en Pista se celebró en Ballerup (Dinamarca) entre el 24 y el 28 de marzo de 2010 bajo la organización de la Unión Ciclista Internacional (UCI) y la Federación Danesa de Ciclismo.
Las competiciones se realizaron en el velódromo Ballerup Super Arena de la ciudad danesa. Fueron disputadas 19 pruebas, 10 masculinas y 9 femeninas.

## Países participantes
Participaron 343 cilcistas (214 hombres + 129 mujeres) de 38 federaciones nacionales afiliadas a la UCI:
| África (CAC)    | América (COPACI)                                                                                                 | Asia (ACYC) | Europa (UEC) | Oceanía (OCF)                         |
| --------------- | --- | --- | --- | ------------------------------------- |
| Sudáfrica (1/-) | Argentina (3/-) · Canadá (5/5) · Chile (2/2) · Colombia (5/-) · Cuba (1/4) · Estados Unidos (5/4) · México (-/1) | China (11/8) · Corea del Sur (-/1) · Hong Kong (4/4) · Indonesia (-/1) · Japón (6/-) · Kazajistán (2/-) · Malasia (2/1) · Tailandia (-/3) | Alemania (15/8) · Austria (5/-) · Azerbaiyán (-/1) · Bélgica (4/3) · Bielorrusia (-/2) · Dinamarca (12/1) · Eslovaquia (-/1) · España (11/4) · Francia (14/7) · Grecia (11/3) · Irlanda (6/-) · Italia (10/7) · Lituania (-/6) · Países Bajos (12/6) · Polonia (9/5) · Reino Unido (11/8) · República Checa (7/2) · Rusia (19/10) · Suiza (10/2) · Ucrania (12/5) | Australia (12/9) Nueva Zelanda (12/5) |

## Medallistas

### Masculino
| Evento                          | Oro                                                                         | Plata                                                                         | Bronce                                                                     |
| ------------------------------- | --------------------------------------------------------------------------- | ----------------------------------------------------------------------------- | -------------------------------------------------------------------------- |
| Velocidad individual (28.03)    | Grégory Baugé Francia                                                       | Shane Perkins Australia                                                       | Kévin Sireau Francia                                                       |
| Velocidad por equipos (24.03)   | Alemania · Robert Förstemann · Maximilian Levy · Stefan Nimke · 43,433      | Francia Grégory Baugé Michaël D'Almeida Kévin Sireau 43,453                   | Reino Unido Ross Edgar Chris Hoy Jason Kenny 43,590                        |
| Persecución individual (25.03)  | Taylor Phinney Estados Unidos 4:16,600                                      | Jesse Sergent Nueva Zelanda 4:18,459                                          | Jack Bobridge Australia 4:18,066                                           |
| Persecución por equipos (26.03) | Australia Jack Bobridge Rohan Dennis Michael Hepburn Cameron Meyer 3:55,654 | Reino Unido Steven Burke Edward Clancy Benjamin Swift Andrew Tennant 3:55,806 | Nueva Zelanda Sam Bewley Westley Gough Peter Latham Jesse Sergent 3:59,475 |
| 1 km contrarreloj (26.03)       | Teun Mulder · Países Bajos · 1:00,341                                       | Michaël D'Almeida Francia 1:00,884                                            | François Pervis Francia 1:01,024                                           |
| Carrera por puntos (24.03)      | Cameron Meyer Australia 70 pts.                                             | Peter Schep · Países Bajos · 33 pts.                                          | Milan Kadlec · República Checa · 27 pts.                                   |
| Scratch (25.03)                 | Alex Rasmussen Dinamarca                                                    | Juan Esteban Arango · Colombia                                                | Kazuhiro Mori Japón                                                        |
| Keirin (25.03)                  | Chris Hoy Reino Unido                                                       | Azizulhasni Awang Malasia                                                     | Maximilian Levy · Alemania                                                 |
| Madison (27.03)                 | Leigh Howard Cameron Meyer Australia 16 pts.                                | Morgan Kneisky Christophe Riblon Francia 6 pts.                               | Ingmar De Poortere · Steve Schets · Bélgica · 5 pts.                       |
| Ómnium (28.03)                  | Edward Clancy Reino Unido 24 pts.                                           | Leigh Howard Australia 32 pts.                                                | Taylor Phinney Estados Unidos 33 pts.                                      |

### Femenino
| Evento                          | Oro                                                             | Plata                                                                      | Bronce                                                                |
| ------------------------------- | --------------------------------------------------------------- | -------------------------------------------------------------------------- | --------------------------------------------------------------------- |
| Velocidad individual (27.03)    | Victoria Pendleton Reino Unido                                  | Guo Shuang China                                                           | Simona Krupeckaitė · Lituania                                         |
| Velocidad por equipos (25.03)   | Australia Kaarle McCulloch Anna Meares 32,923 RM                | China Gong Jinjie Lin Junhong 33,192                                       | Lituania · Gintarė Gaivenytė · Simona Krupeckaitė · 33,109            |
| Persecución individual (24.03)  | Sarah Hammer Estados Unidos 3:28,601                            | Wendy Houvenaghel Reino Unido 3:32,496                                     | Vilija Sereikaitė · Lituania · 3:32,085                               |
| Persecución por equipos (25.03) | Australia Ashlee Ankudinoff Sarah Kent Josephine Tomic 3:21,748 | Reino Unido Elizabeth Armitstead Wendy Houvenaghel Joanna Rowsell 3:22,287 | Nueva Zelanda Rushlee Buchanan Lauren Ellis Alison Shanks 3:21,552 RM |
| 500 m contrarreloj (24.03)      | Anna Meares Australia 33,381                                    | Simona Krupeckaitė · Lituania · 33,462                                     | Olga Panarina · Bielorrusia · 33,779                                  |
| Carrera por puntos (28.03)      | Tara Whitten · Canadá · 36 pts.                                 | Lauren Ellis Nueva Zelanda 33 pts.                                         | Tatsiana Sharakova · Bielorrusia · 3 pts.                             |
| Scratch (26.03)                 | Pascale Jeuland Francia                                         | Yumari González Valdivieso · Cuba                                          | Belinda Goss Australia                                                |
| Keirin (28.03)                  | Simona Krupeckaitė · Lituania                                   | Victoria Pendleton Reino Unido                                             | Olga Panarina · Bielorrusia                                           |
| Ómnium (27.03)                  | Tara Whitten · Canadá · 23 pts.                                 | Elizabeth Armitstead Reino Unido 29 pts.                                   | Leire Olaberria · España · 30 pts.                                    |

## Medallero
| Núm. | País            | Oro | Plata | Bronce | Total |
| ---- | --------------- | --- | ----- | ------ | ----- |
| 1    | Australia       | 6   | 2     | 2      | 10    |
| 2    | Reino Unido     | 3   | 5     | 1      | 9     |
| 3    | Francia         | 2   | 3     | 2      | 7     |
| 4    | Estados Unidos  | 2   | 0     | 1      | 3     |
| 5    | Canadá          | 2   | 0     | 0      | 2     |
| 6    | Lituania        | 1   | 1     | 3      | 5     |
| 7    | Países Bajos    | 1   | 1     | 0      | 2     |
| 8    | Alemania        | 1   | 0     | 1      | 2     |
| 9    | Dinamarca       | 1   | 0     | 0      | 1     |
| 10   | Nueva Zelanda   | 0   | 2     | 2      | 4     |
| 11   | China           | 0   | 2     | 0      | 2     |
| 12   | Colombia        | 0   | 1     | 0      | 1     |
| 12   | Cuba            | 0   | 1     | 0      | 1     |
| 12   | Malasia         | 0   | 1     | 0      | 1     |
| 15   | Bielorrusia     | 0   | 0     | 3      | 3     |
| 16   | Bélgica         | 0   | 0     | 1      | 1     |
| 16   | España          | 0   | 0     | 1      | 1     |
| 16   | Japón           | 0   | 0     | 1      | 1     |
| 16   | República Checa | 0   | 0     | 1      | 1     |
|      | TOTAL           | 19  | 19    | 19     | 57    |